# Миякэ, Ёсинобу
Ёсинобу Миякэ (яп. 三宅 義信 Миякэ Ёсинобу, р.24 ноября 1939) — японский тяжелоатлет, олимпийский чемпион и чемпион мира, генерал-майор Сил самообороны. Его брат Ёсиюки Миякэ в 1968 году также стал бронзовым призёром Олимпийских игр по тяжёлой атлетике.
Ёсинобу Миякэ родился в 1939 году в посёлке Мурата уезда Сибата префектуры Мияги, окончил Университет Хосэй.
В 1960 году Ёсинобу Миякэ на олимпийских играх в Риме завоевал серебряную медаль в весовой категории до 56 кг. В 1961 году он стал бронзовым призёром чемпионата мира. С 1962 по 1966 годы Ёсинобу Миякэ ежегодно выигрывал чемпионат мира, в 1964 году также завоевал золотую медаль олимпийских игр в Токио, а в 1966 году — золотую медаль Азиатских игр. В 1968 году он стал чемпионом мира и чемпионом Олимпийских игр.